# 新西爾卡 (科羅斯堅區)
51°5′6″N 28°18′4″E / 51.08500°N 28.30111°E
诺沃西爾卡（烏克蘭語：Новосілка），是位於烏克蘭北部的村莊，由日托米爾州科羅斯堅區的卢希内市镇負責管轄。該村始建於1888年，面積0.65平方公里，海拔高度189米，2001年人口106，人口密度每平方公里163.08人。